# Spondylus ictericus
Spondylus ictericus är en musselart som beskrevs av Reeve 1856. Spondylus ictericus ingår i släktet Spondylus och familjen Spondylidae. Inga underarter finns listade i Catalogue of Life.